# Borislava Perić
Borislava Perić (16 de junio de 1972) es una deportista serbia que compitió en tenis de mesa adaptado. Ganó siete medallas en los Juegos Paralímpicos de Verano entre los años 2008 y 2024.

## Palmarés internacional
| Juegos Paralímpicos | Juegos Paralímpicos     | Juegos Paralímpicos | Juegos Paralímpicos |
| Año                 | Lugar                   | Medalla             | Prueba              |
| ------------------- | ----------------------- | ------------------- | ------------------- |
| 2008                | Pekín (China)           | Medalla de plata    | Individual 4        |
| 2012                | Londres (Reino Unido)   | Medalla de plata    | Individual 4        |
| 2016                | Río de Janeiro (Brasil) | Medalla de oro      | Individual 4        |
| 2016                | Río de Janeiro (Brasil) | Medalla de plata    | Equipo 4-5          |
| 2020                | Tokio (Japón)           | Medalla de bronce   | Equipo 4-5          |
| 2024                | París (Francia)         | Medalla de plata    | Individual WS4      |
| 2024                | París (Francia)         | Medalla de plata    | Dobles WD10         |